# Rio Combate
O rio Combate é um curso de água que banha o estado de Mato Grosso do Sul, Brasil. É um afluente da margem direita do rio Paraná.